# Alfredo Karam
Alfredo Karam (Rio de Janeiro, 28 de março de 1925 – Rio de Janeiro, 6 de setembro de 2024) foi um almirante-de-esquadra brasileiro.
Foi ministro da Marinha no governo João Figueiredo, de 21 de março de 1984 a 15 de março de 1985. Foi pai do ator Guilherme Karam.

## Biografia
Alfredo Karam era filho do tenente do Exército Libanês Fouad Karam e Latife Jabor Karam. Na cidade do Rio de Janeiro fez o curso primário no Colégio Santa Teresa de Jesus e o secundário no Colégio Militar. Já na Escola Naval, em 1941, assentou praça de aspirante; formando-se em 1945 com o posto de guarda-marinha, ainda em 1945 fez o curso de tática anti-submarinos.
Nos Estados Unidos especializou-se em submarinos na United States Navy Submarine School, em New London em 1953. Logo após, de volta ao Brasil, serviu na Frota de Submarinos e na Base Almirante Castro e Silva, em Niterói. Em 1960 fez o curso básico de comando na Escola de Guerra Naval (EGN).
Foi promovido a contra-almirante em 1973 continuando à frente da Força de Submarinos até 1975, quando foi nomeado comandante da Força de Transporte da Marinha. Já em 1976 recebeu a patente de vice-almirante, no ano seguinte é nomeado chefe do Estado-Maior do Comando de Operações Navais. Foi promovido a almirante-de-esquadra e eleito presidente do Clube Naval em 1981.
No inicio do ano de 1984 Karam tomou posse na chefia do Estado-Maior da Armada (EMA), meses depois deixa esta chefia do EMA para assumir a pasta de Ministro da Marinha, em março de 1984. Alfredo Karam tornou-se ministro após a demissão do almirante Maximiano da Fonseca, num episódio que se processou quando da campanha conhecida como Diretas Já, pelo restabelecimento das eleições diretas para presidente da República, às quais Maximiano declarou-se favorável. Karam permaneceu neste ministério por um ano, até o fim do governo do presidente general João Batista Figueiredo, em 1985.
Durante sua carreira Alfredo Karam exerceu diversos cargos na arma de Marinha de Guerra, tais como: Comandante do Primeiro e Sexto Distritos Navais, Diretor-Geral do Pessoal da Marinha e Chefe do Estado-Maior da Armada. Em sua administração, foram criados o Instituto Nacional do Estudo do Mar, atual Instituto de Estudos do Mar Almirante Paulo Moreira, e o Centro de Instrução e Adestramento Almirante Newton Braga, além de concluir as obras de reestruturação da Estação Naval do Rio de Janeiro, do novo Centro de Adestramento Almirante Marques de Leão e do Centro Hiperbárico na Base Almirante Castro e Silva. Neste período, foram incorporados os Navios de Assistência Hospitalar Oswaldo Cruz e Carlos Chagas e os Carros-Lagarta Anfíbios (CLAnf) empregados pelo Corpo de Fuzileiros Navais.
Em 2014, Alfredo Karam foi um dos 377 agentes de estados apontados como responsáveis por crimes na ditadura no relatório final da Comissão Nacional da Verdade.
Casou-se com Lidiane Pontes Karam, com quem teve quatro filhos, entre os quais o ator Guilherme Karam.

## Morte
Alfredo Karam morreu na madrugada de 6 de setembro de 2024, aos 99 anos de idade.